# Stenocranus maculipes
Stenocranus maculipes är en insektsart som först beskrevs av Berg 1879.  Stenocranus maculipes ingår i släktet Stenocranus och familjen sporrstritar. Inga underarter finns listade i Catalogue of Life.